# Caterham F1
Caterham F1 Team (укр. Кайтерем Ф-1 Тім) (торгове найменування 1Malaysia Racing Team Sdn Bhd) — малайзійська команда Формули-1, базована у Великій Британії. Вперше як команду Кайтерем було сформовано у сезоні 2012 р. в результаті перейменування організації, яка в 2011 р. змагалася під ім'ям Lotus Racing - внаслідок купівлі Тоні Фернандесом британського виробника спортивних автомобілів Caterham Cars утворилася Caterham Group. Фарм-командою Caterham F1 Team є Caterham Racing, що змагається у серії GP2 з 2011 р.

## Історія

### Передумови появи
Також читайте:Lotus Racing
Першопочатково команда Фернандеса прийшла у Формулу-1 Формула-1 — Чемпіонат 2010 як Lotus Racing використовуючи ім'я Lotus за ліцензією від Group Lotus. Коли Proton — материнська компанія Group Lotus припиняє дію ліцензії, Фернандес викуповує  дозвіл на використання цього самого імені у сезоні 2011 р. в ще одного його правовласника — Team Lotus. Через ініціювання Proton судового розгляду проти команди Фернандес придбав Caterham Cars. У листопаді команда звертається до комісії Формули-1 для офіційної зміни конструкторського імені у сезоні 2012 р. з Lotus на Caterham, з одночасним перейменуванням Рено в Lotus F1. Наданий дозвіл офіційно ратифікується на зустрічі FIA World Motor Sport Council. Сезон 2011 р. команда закінчує  10 місцем у Кубку Конструкторів, з 3 фінішами на 13 позиції — двічі від Труллі і один раз від Ковалайнена.

### Сезон 2012 р.
Труллі і Ковалайнен повторно підписують контракти з новойменованою командою на сезон 2012 р.
У січні 2012 оголошується, що команда переїжджає до Ліфільдського Технічного Центру, розміщеного у селі Ліфілд, що колись був штаб-квартирою команд Arrows і Super Aguri F1. Caterham CT01  стає першим болідом команди, який дав можливість використовувати КЕРС.
17 лютого команда оголошує, що Віталій Петров замінить Ярно Труллі, як напарника Ковалайнена у 2012 р.
Починаючи з Гран-прі Китаю Марк Сміт приймає від технічного директора Майка Гаскойна керівництво на піт-уоллі.
На початку сезону боліди Кайтерема виглядали повільніше ніж очікувалося. Однак, Кайтерем швидко знаходить свій темп через Ковалайнена, що пробивається в другий сегмент кваліфікації на Гран-прі Бахрейну, при цьому вибивши з боротьби Міхаеля Шумахера. На Гран-прі Монако Ковалайнен досягає найкращого у сезоні 13 місця відбиваючи атаки  Макларена Дженсона Баттона поки останнього не розвернуло при спробі обгону. Того самого Ковалайнен добивається у другій частині кваліфікації, в Валенсії оримавши 16 місце для старту в гонці, при цьому перебивши час обидвох Торо Россо і претендента на чемпіонство Марка Веббера вже на останньому колі першої сесії. У такій же добрій формі Кайтерем продовжив безпосередньо в перегонах де Ковалайнен та Петров достойно змагалися до зіткнення Ковалайнена з Торро Россо Жан-Еріка Верня. Інцидент викликав автомобіль безпеки але Хейкі до фінішу відіграв 14 позицію позаду Петрова, котрому за рахунок власної 13 позиції вдається оформити найкращий спільний фініш команди. На Гран-прі Британії двигун Кайтерема  Петрова ламається під час прогрівочного кола, що змушує його повертатися на піт та ремонтувати болід до того як гонка ще навіть не почалася. Потім команда убезпечує собі 10 місце в Кубку Конструкторів, обійшовши в боротьбі Марусю на фінальному етапі, де після тяжких останніх перегонів Віталій Петров перебиває рекорд команди 11 місцем фінішувавши попереду Шарля Піка. Ковалайнен приїжджає 14, позаду боліду Скудерії Торро-Россо Даніеля Ріккардо.

### Сезон 2013 р.
23 листопада 2012 р. оголошується, що пілот Марусі Шарль Пік підписав багаторічний контракт з командою. Його напарником стає новачок Гідо ван дер Гарде.
1 березня 2013 р. команда оголошує Олександра Россі та Ма Кінгхуа резервними пілотами на сезон. 
14 місце Шарля Піка на Гран-прі Малайзії поки є найвищим досягненням команди у сезоні 2013 р.
17 квітня 2013 р. підтверджується, що команда перепідписала Хейккі Ковалайнена як резервного пілота (формально це роль технічного випробувача) з метою тестування своїх нововведень, отож, Ма Кінгхуа втрачає своє місце резервного пілота.  
На Гран-прі Монако Гідо ван дер Гарде 15 місцем добивається найкращої кваліфікаційної позиції Кайтерема загалом. До фінішу він також добирається 15, попри колізію на старті.

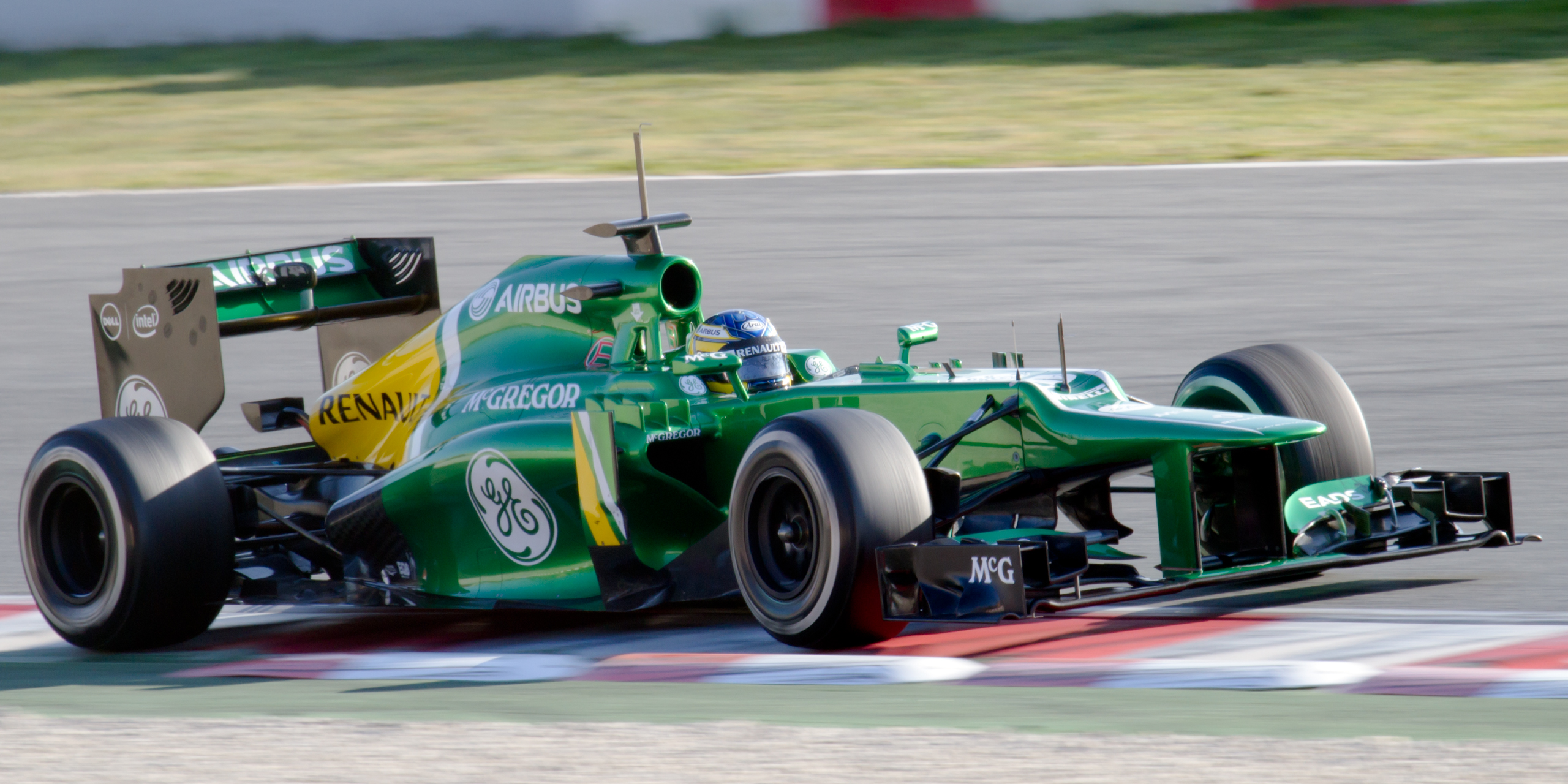
Шарль Пік тестує болід у Хересі
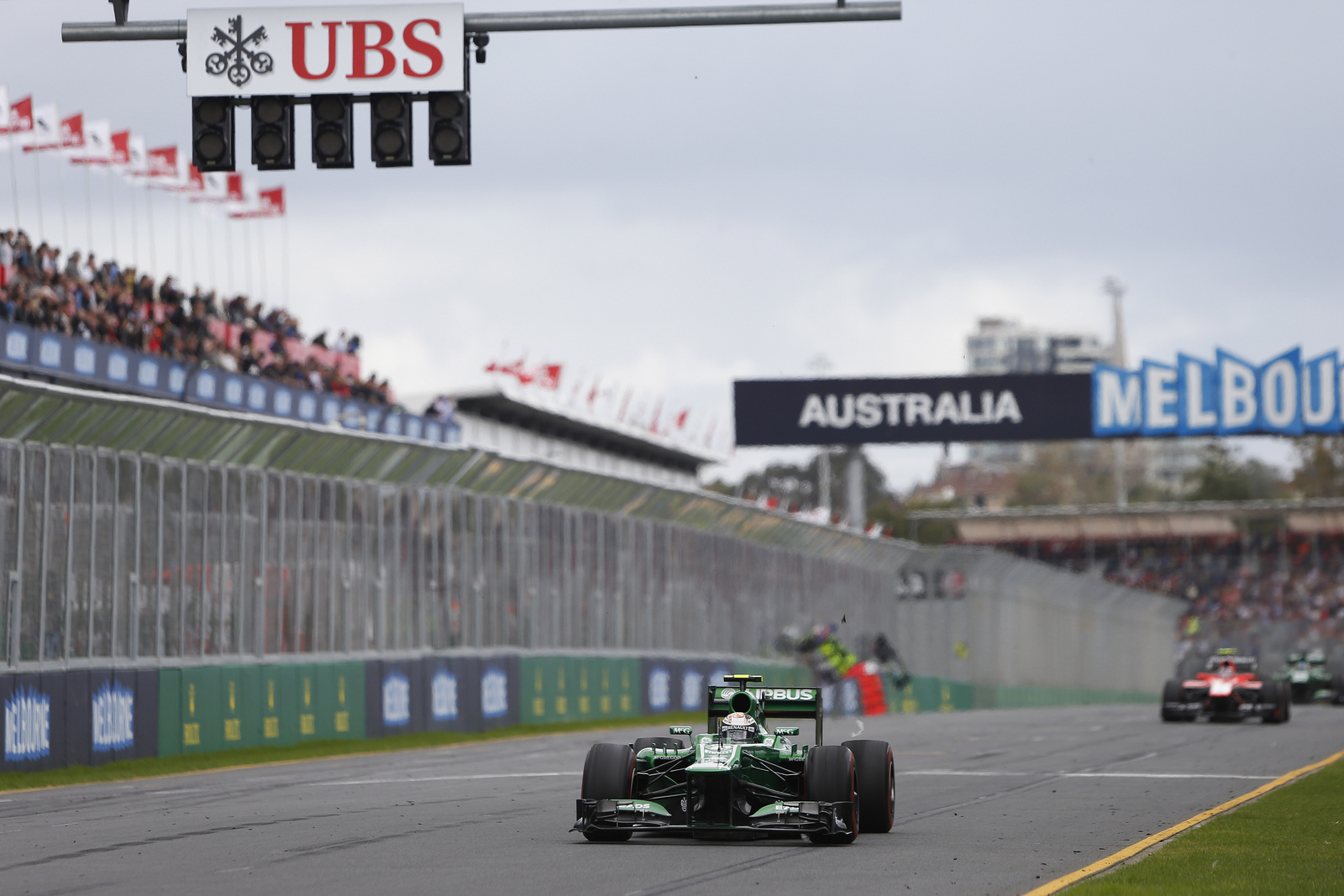
Гідо ван дер Гарде на Формула-1 — Гран-прі Австралії 2013
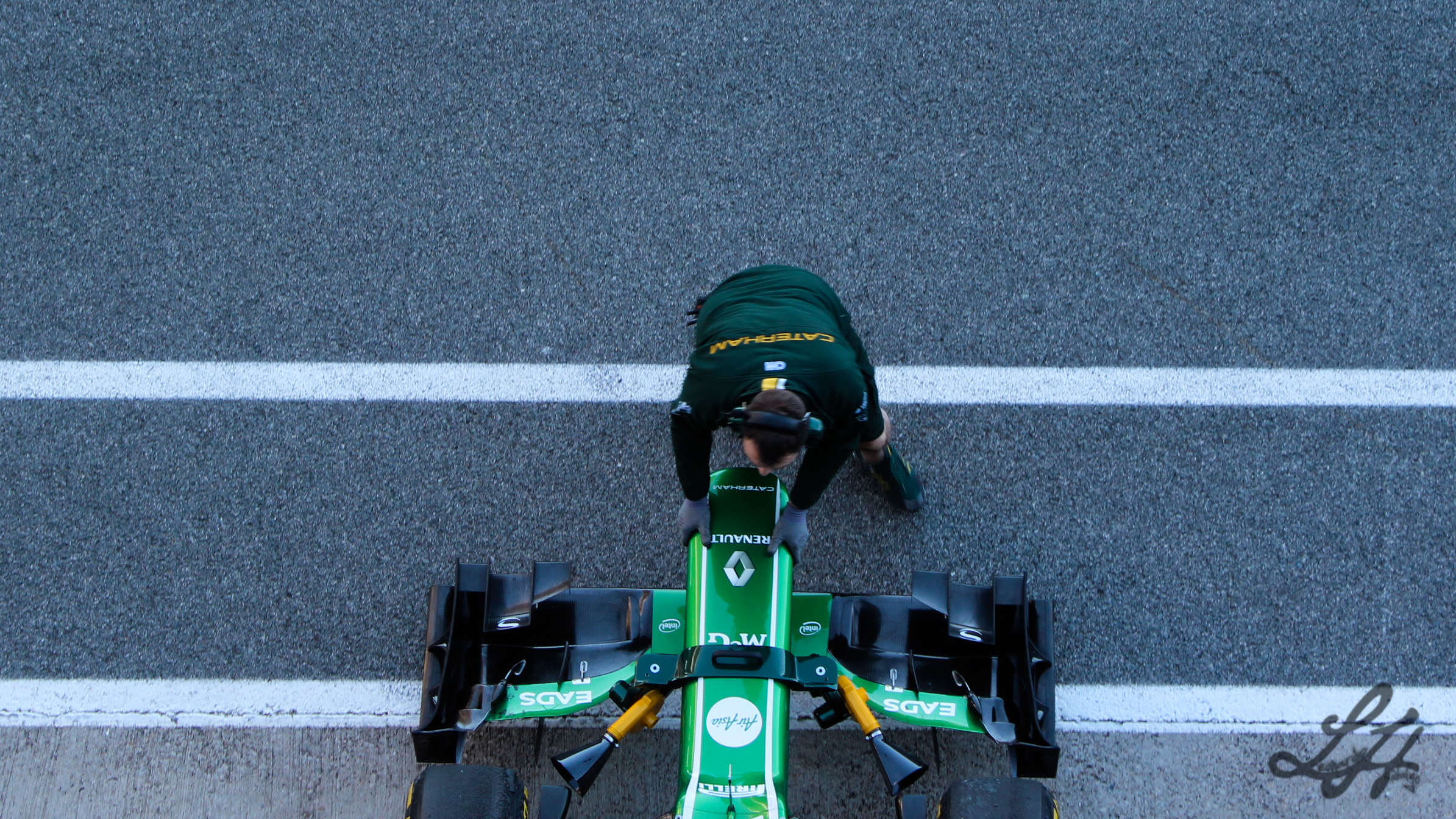
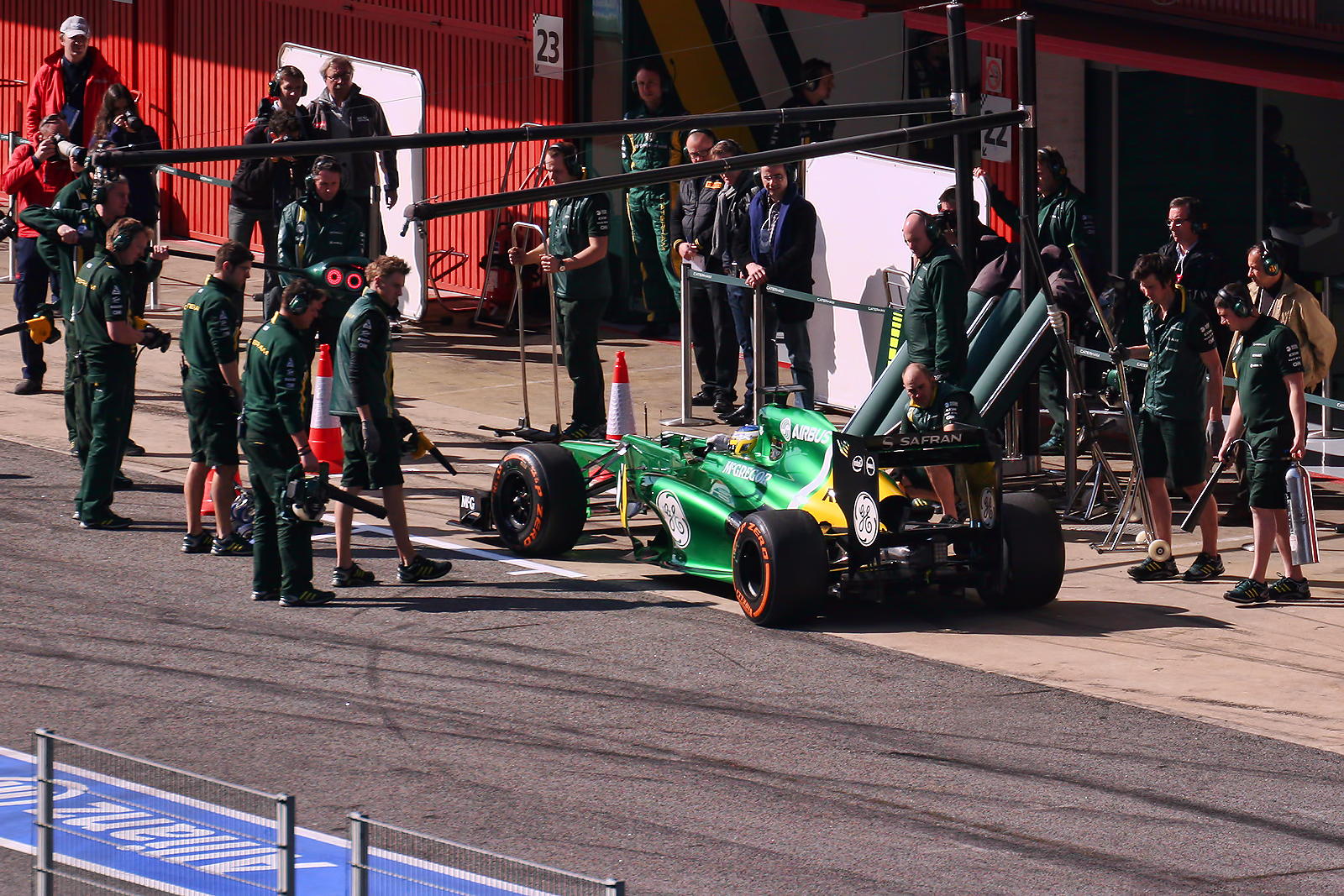
Тести в Барселоні
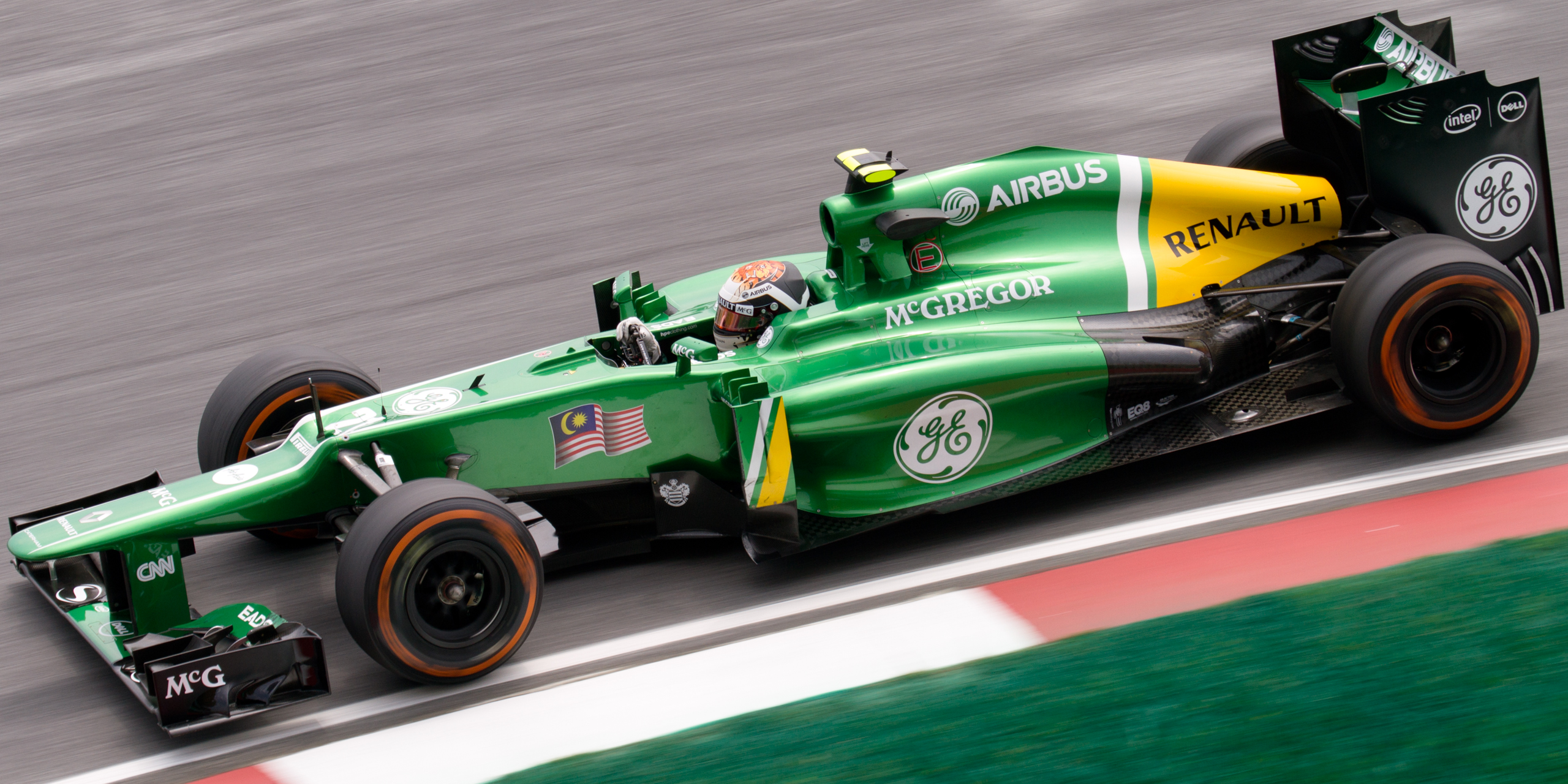
Гідо ван дер Гарде на Формула-1 — Гран-прі Малайзії 2013

## Результати виступів
| 2012 | Шасі | Двигун               | Шини | Пілоти        | Австралія | Малайзія | КНР | Бахрейн | Іспанія | Монако | Канада | Європейський Союз | Велика Британія | Німеччина | Угорщина | Бельгія | Італія   | Сінгапур       | Японія | Південна Корея | Індія | ОАЕ  | США      | Бразилія | Очки | КК |
| 2012 | CT01 | Renault RS27-2012 V8 | P    |               | 1         | 2        | 3   | 4       | 5       | 6      | 7      | 8                 | 9               | 10        | 11       | 12      | 13       | 14             | 15     | 16             | 17    | 18   | 19       | 20       | 0    | 10 |
| 2012 | CT01 | Renault RS27-2012 V8 | P    | Ковалайнен    | схід      | 18       | 23  | 17      | 16      | 13     | 18     | 14                | 17              | 19        | 17       | 17      | 14       | 15             | 15     | 17             | 18    | 13   | 18       | 14       | 0    | 10 |
| 2012 | CT01 | Renault RS27-2012 V8 | P    | Петров        | схід      | 16       | 18  | 16      | 17      | схід   | 19     | 13                | НС              | 16        | 19       | 14      | 15       | 19             | 17     | 16             | 17    | 16   | 17       | 11       | 0    | 10 |
| 2013 | Шасі | Двигун               | Шини | Пілоти        | Австралія | Малайзія | КНР | Бахрейн | Іспанія | Монако | Канада | Велика Британія   | Німеччина       | Угорщина  | Бельгія  | Італія  | Сінгапур | Південна Корея | Японія | Індія          | ОАЕ   | США  | Бразилія |          | Очки | КК |
| 2013 | CT03 | Renault RS27-2013 V8 | P    |               | 1         | 2        | 3   | 4       | 5       | 6      | 7      | 8                 | 9               | 10        | 11       | 12      | 13       | 14             | 15     | 16             | 17    | 18   | 19       |          | 0    | 11 |
| 2013 | CT03 | Renault RS27-2013 V8 | P    | Пік           | 16        | 14       | 16  | 17      | 17      | схід   | 18     | 15                | 17              | 15        | схід     | 17      | 19       | 14             | 18     | схід           | 19    | 20   | схід     |          | 0    | 11 |
| 2013 | CT03 | Renault RS27-2013 V8 | P    | ван дер Гарде | 18        | 15       | 18  | 21      | схід    | 15     | схід   | 18                | 18              | 14        | 16       | 18      | 16       | 15             | схід   | схід           | 18    | 19   | 18       |          | 0    | 11 |
| 2013 | CT03 | Renault RS27-2013 V8 | P    | Ковалайнен    |           |          |     | тест    | тест    |        |        |                   |                 |           | тест     | тест    |          |                | тест   |                | тест  |      |          |          | 0    | 11 |
| 2013 | CT03 | Renault RS27-2013 V8 | P    | Россі         |           |          |     |         |         |        | тест   |                   |                 |           |          |         |          |                |        |                |       | тест |          |          | 0    | 11 |